# Three Men and a Comic Book
«Three Men and a Comic Book» (с англ. — «Трое мужчин и комикс») — двадцать первый эпизод второго сезона мультсериала «Симпсоны», премьера которого состоялась 9 мая 1991 года.

## Сюжет
Семья Симпсонов едет на съезд любителей комиксов. Там продавец Комиксов показывает Барту первый выпуск комикса про Радиоактивного Человека, который стоит 100 долларов. Для десятилетнего мальчика это огромные деньги, но Барту очень хочется купить этот комикс. Гомер отказывается дать Барту такую сумму. Мардж предлагает Барту заработать на покупку.
Барт из кожи вон лезет, стремясь заработать на покупку. Он пытается продавать на улице лимонад, распродаёт отцовские запасы пива, работает у старушки миссис Глик, которая поручает Барту крайне неприятную домашнюю работу. Ради комикса Барт готов на всё, но старушка даёт ему за работу всего пятьдесят центов — ведь в её молодости это были большие деньги.
Накопив 30 долларов, Барт идёт в магазин комиксов. Тут он сталкивается с Мартином Принсом и Милхаусом ван Хутеном. Оказывается, что на троих у них есть требуемые сто долларов, и они покупают комикс. Но ни один из мальчиков не хочет упускать столь драгоценный предмет из виду, поэтому на ночь они остаются в саду Барта, в домике на дереве.
Ребята никак не могут договориться, как им хранить комикс. Впоследствии они начинают подозревать друг друга в попытке украсть его. Напряжённость доходит до предела. В домике на дереве Барта они пытаются задушить друг друга, но в этот момент приходит Мардж и приносит им ужин. Позже, посреди ночи, когда Мартин пытается выйти в туалет, Барт с Милхаусом связывают его. Затем Барт начинает драться с Милхаусом и выбрасывает его из домика, лишь в последний момент поймав его за рукав. В это время начинается гроза, и порыв ветра выносит комикс к выходу из домика. Барт вынужден выбирать между другом и комиксом, он даже пробует убедить Милхауса, что тот не пострадает при падении… Милхаус признаётся, что комикс ему был не нужен. Скрепя сердце, Барт выбирает друга и втягивает Милхауса обратно в домик. Тем временем комикс улетает, на него набрасывается Маленький помощник Санты и разрывает его, затем в комикс попадает молния и окончательно его уничтожает.
На следующее утро три мальчика размышляют о происшедшем. Мартин Принс говорит философскую речь о фатальном круге жизни, а Барт констатирует очевидное.